# Lodi (provins)
Lodi är en provins i regionen Lombardiet i Italien. Lodi är huvudort i provinsen. Provinsen bildades 1992 ur provinsen Milano.

## Administrativ indelning
Provinsen Lodi är indelad i 60 comuni (kommuner). Alla kommuner finns i lista över kommuner i provinsen Lodi.
| Datum          | Ny kommun     | Kommuner som upphörde   |
| -------------- | ------------- | ----------------------- |
| 1 januari 2018 | Castelgerundo | Camairago och Cavacurta |

## Geografi
Provinsen Livorno gränsar:
- i norr mot provinsen Milano
- i öst mot provinsen Cremona
- i syd mot provinsen Piacenza
- i väst mot provinsen Pavia